# Накат (малый ракетный корабль)
«Накат» — малый ракетный корабль (МРК) проекта 1234.7. 
Единственный малый ракетный корабль серии с противокорабельными ракетами «Оникс» на борту.

## История

### Строительства
Малый ракетный корабль «Накат» был заложен 4 ноября 1982 года на стапеле Ленинградского Приморского ССЗ (заводской № С-78). Спущен на воду 30 декабря 1987 года.

### Службы
В 1990-х годах на корабле проходили испытания противокорабельной ракеты «Оникс». В 2002 году ракета прошла весь комплекс испытаний и была принята на вооружение. 

## Известные бортовые номера
Известные бортовые номера МРК:
- 502.
- 526[1]